# Bryopolia boursini
Bryopolia boursini är en fjärilsart som beskrevs av Plante 1983. Bryopolia boursini ingår i släktet Bryopolia och familjen nattflyn. Inga underarter finns listade i Catalogue of Life.